# بول هيلمز
بول هيلمز (بالإنجليزية: Paul Helms)‏ هو مجدف أمريكي، ولد في 19 سبتمبر 1889 في أوتاوا في الولايات المتحدة، وتوفي في 5 يناير 1957 في بالم سبرينغس في الولايات المتحدة بسبب سرطان.